# Druga mowa przeciw Afobosowi
Druga mowa przeciw Afobosowi stgr. κατὰ Ἀφόβου Ἐπιτροπῆς Β – druga chronologicznie mowa Demostenesa, wygłoszona w 362 roku p.n.e. 
Demostenes został osierocony przez ojca w wieku lat siedmiu. Nim oraz jego matką i siostrą – według pozostawionego testamentu – opiekować mieli się bratankowie ojca Afobos i Demofont oraz przyjaciel ojca Terippides. Powierzony im majątek winni wydać Demostenesowi, gdy ten ukończy osiemnaście lat. Demostenes otrzymał jednak jedynie część spodziewanego majątku. Zamiast dobytku szacowanego na 14 talentów – według Turasiewicza wartość ta jest umowna – opiekunowie przekazali młodzieńcowi dom, 14 niewolników i 30 min srebra, co opiewało na łączną wartość 1 i 1/6 talenta. Demostenes wniósł oskarżenie do sądu, proces nie odbył się jednak natychmiast z uwagi na efebię, którą musiał odbyć tak jak każdy obywatel w jego wieku. Po zakończeniu służby Demostenesa mogło już dojść do rozprawy, odbyła się ona w 362 roku p.n.e.
W odpowiedzi na oskarżenia wyłożone w mowie Demostenesa, swoją replikę wygłosił Afobos. Wtedy to ponownie do głosu doszedł Demostenes z Drugą mową przeciw Afobosowi. Odniosła ona oczekiwany skutek: proces zakończył się zwycięstwem Demostenesa, na Afobosa nałożono nakaz zwrotu zatrzymanego mienia. Nie podporządkował się on jednak od razu decyzjom dikasterionu i sprawa była kontynuowana w kolejnych rozprawach. Dalszy ciąg wydarzeń przedstawiają: mowa Przeciw Afobosowi o fałszywe zeznania, Pierwsza mowa przeciw Onetorowi i Druga mowa przeciw Onetorowi.